# Jessica Senra
Jessica Bouzas Senra de Souza (Salvador, 12 de junho de 1983) é uma apresentadora e jornalista brasileira. É mais conhecida por ter sido, entre 2018 e 2024, apresentadora e editora executiva do Bahia Meio Dia, telejornal líder de audiência exibido pela TV Bahia, estação de televisão de propriedade da Rede Bahia e afiliada à TV Globo na capital baiana.

## Biografia
Jessica Senra nasceu em 12 de junho de 1983 em Salvador, capital da Bahia. Iniciou seus estudos no Colégio Antônio Vieira, conseguindo uma bolsa parcial com apoio da avó, que trabalhava na instituição. Aos 13 anos de idade, começou a atuar como modelo. Em 2000, utilizou a nota do Enem para ingressar na FTC, onde passou a cursar jornalismo.
Em 2007, um ano após se formar em jornalismo, foi para um intercâmbio em Orlando, nos Estados Unidos, onde trabalhou como recepcionista de um restaurante para se manter, ao mesmo tempo em que praticava inglês. Após seis meses, foi para Barcelona, na Espanha, onde morou com a mãe e fez um mestrado em jornalismo na Universidade de Barcelona. Retornou para Salvador em 2010.
Em 17 de setembro de 2016, Jessica Senra se casou com o empresário Cyro Freitas. O casamento se encerrou em 24 de setembro de 2018, e um mês depois, Jessica iniciou um namoro com o advogado Daniel Keller. O relacionamento seguiu até outubro de 2021, e quase um ano depois, em 4 de setembro de 2022, Jessica anunciou o início da relação com o empresário Yuri Smarcevscki, proprietário dos restaurantes Saveiro e Yatch Club da Bahia na capital baiana.
Em 2017, Jessica começou a confeccionar joias como um passatempo. A atuação dela na ourivesaria ganhou destaque nacional durante sua participação no projeto JN 50 em setembro de 2019, quando presenteou os âncoras do Jornal Nacional, Renata Vasconcelos e William Bonner, com joias temáticas exclusivas pelo aniversário de 50 anos do telejornal.
Em 6 de dezembro de 2019, a Universidade Federal da Bahia divulgou a lista de aprovados para o programa de pós-graduação em Estudos Interdisciplinares sobre Mulheres, Gênero e Feminismo, na qual constava a aprovação de Jessica Senra. Ela foi a quinta colocada entre os candidatos, tendo iniciado o mestrado no ano seguinte. Em setembro de 2021, Jessica se inscreveu no Campeonato Baiano de Karatê. Ao final do campeonato, em 30 de outubro, ela foi vice-campeã.
Em 11 de abril de 2024, Jessica Senra recebeu da Câmara Municipal de Salvador a Comenda Maria Quitéria, que reconhece os serviços prestados pela jornalista para a comunidade baiana. A honraria foi concedida à apresentadora em uma sessão solene no Plenário Cosme de Farias, com a presença de familiares e colegas da TV Bahia.

## Carreira
Jessica começou a atuação no jornalismo em 8 de fevereiro de 2003, quando ingressou em um estágio na Rádio Metrópole em Salvador após ter sido convidada a um teste pelo proprietário da estação, Mário Kértesz. Iniciou sua trajetória na rádio participando dos programas Jornal do Meio Dia e Jornal da Cidade 2ª Edição, ambos apresentados por Mário. Depois, assumiu a titularidade de um boletim informativo de classificados. Com quatro meses na emissora, idealizou e apresentou o programa musical Punkada Rock, transmitido nas tardes de sábado.
A atuação de Jessica na Rádio Metrópole passou a ter intervalos em 2007, quando foi morar no exterior. Ao retornar, em 2010, deixou oficialmente a emissora e foi convidada para um teste na Band Bahia, quando foi contratada para apresentar o Jornal da Bahia, novo jornalístico matinal da estação lançado como parte do padrão nacional da Band para telejornalismo local no horário, além de atuar como repórter. No mesmo ano, em outubro, Jessica deixou a Band Bahia e retornou à Rádio Metrópole como editora chefe do Portal da Metrópole, site de notícias da emissora.
Em maio de 2011, deixou a Rádio Metrópole e foi contratada pela TV Record Bahia, seguindo na atuação da reportagem, mas cobrindo férias da apresentadora Carolina Lima no Bahia Record. Em setembro, após Daniela Prata sair da emissora, assumiu oficialmente o Bahia no Ar. Em 13 de dezembro de 2012, foi premiada pela Associação Baiana do Mercado Publicitário como a melhor profissional de imprensa do ano.
Em 28 de abril de 2014, apresentado por Jessica Senra, o Bahia no Ar chegou pela primeira vez à liderança de audiência na medição do IBOPE, no confronto com o Bom Dia Brasil e com o Mais Você da Rede Globo. Em 29 de junho, Jessica Senra entrou no rodízio fixo de apresentadores da edição de sábado do telejornal nacional Fala Brasil, da Rede Record. Entre os anos de 2015 e 2017, confrontando programas nacionais em seu horário, o Bahia no Ar conseguiu se consolidar na liderança de audiência.
Em 12 de março de 2018, Jessica Senra deixou a RecordTV Itapoan e assinou contrato com a TV Bahia, afiliada à Rede Globo. A contratação dela fez parte do início de uma reformulação no jornalismo da emissora, visando aumentar a audiência e reposicionar a formatação do Bahia Meio Dia, que passaria a ser apresentado por ela. A estreia na apresentação do telejornal foi oficialmente anunciada por ela em 20 de abril.
Jessica estreou no telejornal vespertino da TV Bahia em 7 de maio de 2018, quando várias mudanças no formato também foram iniciadas. Na semana da estreia, as novidades levaram o Bahia Meio Dia a crescer 25% na audiência e chegar à liderança isolada, vencendo o Balanço Geral BA, programa apresentado por José Eduardo na RecordTV Itapoan, por uma distância de três pontos. Em 1° de julho de 2019, Jessica Senra estreou como apresentadora eventual do BATV, telejornal de maior audiência do estado. Em 24 de julho, a Rede Globo anunciou, em e-mail enviado a todas as emissoras da rede, que Jessica Senra havia sido a jornalista sorteada para representar a TV Bahia no rodízio de apresentadores de todos os estados nas comemorações pelos 50 anos do Jornal Nacional.
Jessica Senra apresentou o Jornal Nacional pela primeira vez em 7 de setembro de 2019, ao lado do jornalista Ayres Rocha, da Rede Amazônica Rio Branco, gerando grande repercussão na internet. Jessica ainda foi a primeira baiana a apresentar o telejornal. Em 5 de dezembro, foi a única jornalista de uma afiliada da Globo a ser efetivada no rodízio fixo do programa, junto a Márcio Bonfim, da TV Globo Nordeste, e Aline Aguiar, da TV Globo Minas. Em 8 de fevereiro de 2020, voltou a apresentar o JN, ao lado de Heraldo Pereira. Jessica voltaria à bancada do jornal em 27 de junho, mas a participação não ocorreu devido à pandemia de COVID-19, que levou a Globo a suspender o rodízio.
Em 7 de janeiro de 2020, Jessica Senra foi alvo de repercussão na imprensa nacional e internacional após criticar ao vivo, durante o Bahia Meio Dia, a possibilidade de contratação do ex-goleiro Bruno, condenado pela morte de Eliza Samúdio, pelo Fluminense de Feira. O comentário fez com que o clube desistisse de contratar o criminoso no mesmo dia. Após o caso, o então diretor de jornalismo da Globo, Ali Kamel, confirmou que tanto Jessica quanto outros âncoras do jornalismo da Globo e de suas afiliadas têm direito de tecer opiniões durante os telejornais.
Em junho de 2021, Jessica se afastou da TV Bahia devido a recomendação médica após um princípio de síndrome de burnout. Apesar de seu retorno ter sido inicialmente anunciado para 28 de junho, ela seguiu afastada até 16 de agosto, quando retornou à apresentação do Bahia Meio Dia. Um mês depois, em 2 de setembro, se envolveu em uma polêmica com a concorrente RecordTV Itapoan, após a repórter Camila Oliveira ser interrompida durante uma entrevista com a delegada Simone Moutinho pelo repórter Marcelo Castro, que estava ao vivo no Balanço Geral BA e invadiu o link da TV Bahia aos gritos. No ar, Jessica afirmou: "a gente precisa de respeito para conseguir trabalhar".
Em 27 de setembro de 2023, Jessica Senra estreou como colunista do portal iBahia, que faz parte da Rede Bahia. O primeiro texto publicado na coluna, que foi batizada de O Olhar Dela, teve como tema a síndrome do impostor. Um dia depois, em um evento, a TV Bahia anunciou que Jessica seria a apresentadora do talk show Diga Aí, exibido após o Fantástico. O programa conta com auditório e estreou em 26 de novembro.
Em 4 de dezembro de 2024, a TV Bahia e a Rede Bahia anunciaram a saída de Jessica Senra do Bahia Meio Dia após seis anos. De acordo com o comunicado, a jornalista vai manter a parceria com a emissora, mas sem atuar no jornalismo diário. Na edição do mesmo dia do telejornal, Jessica afirmou emocionada que a decisão foi "bastante amadurecida" e "tomada em conjunto com a Rede Bahia". A apresentadora seguiu na ancoragem do jornalístico até 20 de dezembro, quando se despediu emocionada e foi homenageada ao vivo pela equipe do canal 11.

## Filmografia
| Ano       | Nome            | Cargo         | Emissora     |
| --------- | --------------- | ------------- | ------------ |
| 2010-2011 | Jornal da Bahia | Apresentadora | Band Bahia   |
| 2011-2014 | Bahia no Ar     | Repórter      | Record Bahia |
| 2014-2018 | Bahia no Ar     | Apresentadora | Record Bahia |
| 2018-2024 | Bahia Meio Dia  | Apresentadora | TV Bahia     |

## Prêmios e indicações
| Ano  | Prêmio                    | Categoria                    | Resultado | Ref.   |
| ---- | ------------------------- | ---------------------------- | --------- | ------ |
| 2012 | Prêmio ABMP               | Profissional de Imprensa     | Venceu    | [ 24 ] |
| 2020 | Melhores do Ano NaTelinha | Melhor Apresentador(a) Local | Venceu    | [ 53 ] |
| 2023 | Melhores do Ano NaTelinha | Melhor Apresentador(a) Local | Indicada  | [ 54 ] |